# Safi
Safi  (in arabo أسفي‎?, Aşfī; in berbero: ⴰⵙⴼⵉ, Asfi) è una città di 308 508 abitanti del Marocco centroccidentale, capoluogo della provincia di Safi, e, insieme a Marrakech, della regione di Marrakech-Safi. È affacciata sull'Oceano Atlantico e situata all'incirca a 130 km a nord di Essaouira. È il centro di un agglomerato urbano che conta 708 000 abitanti.
La città è anche conosciuta come Aşfī o Asfi. Fu possedimento portoghese dal 1488 al 1541: le mura erette dai portoghesi a difesa della città sono tuttora esistenti.
È famosa per l'artigianato di utensili in terra cotta di varie dimensioni, tutti decorati a mano.
A Safi sono presenti diverse industrie di raffineria di fosfati.

## Società

### Comunità ebraica
La città è stata storicamente sede di una cospicua comunità ebraica, che contava 4.500 unità nel 1951. La comunità, incoraggiata da agenti sionisti legati all'Agenzia ebraica e poi dal Mossad, è emigrata in massa verso Israele e Francia tra gli anni 1950 e 1960.

## Galleria d'immagini

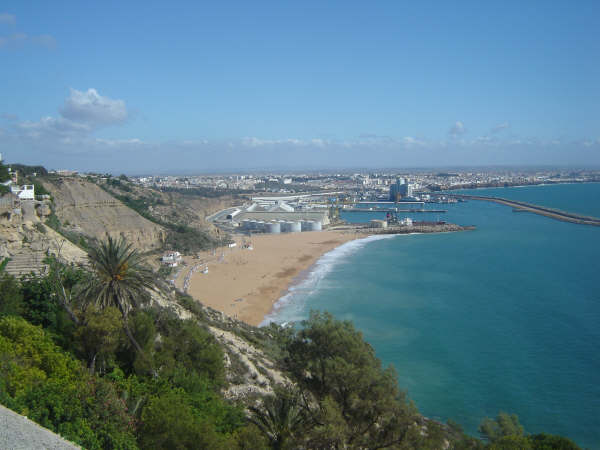
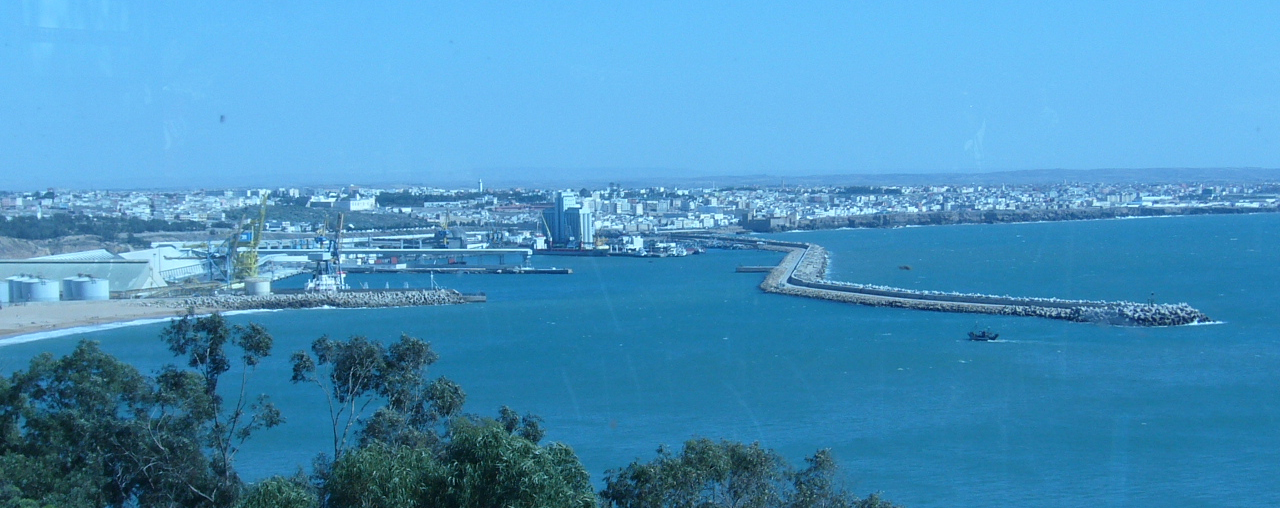
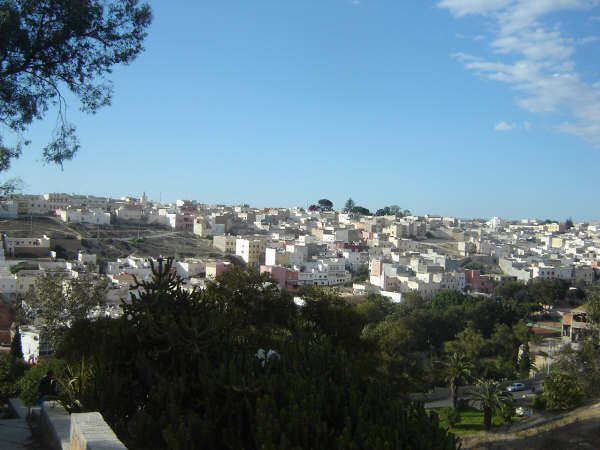
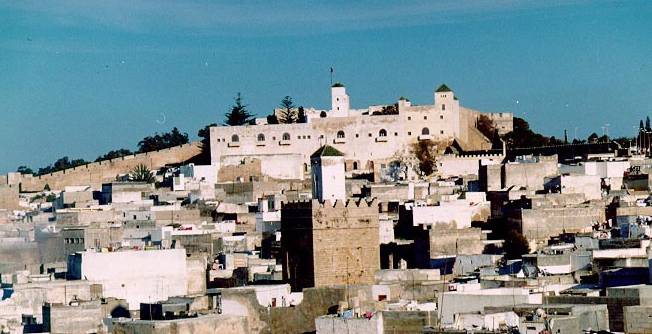
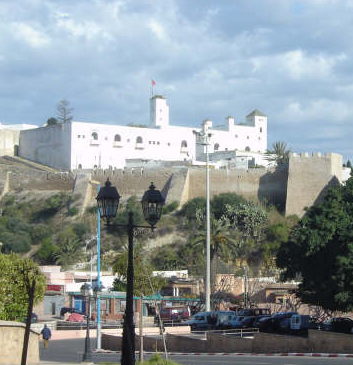
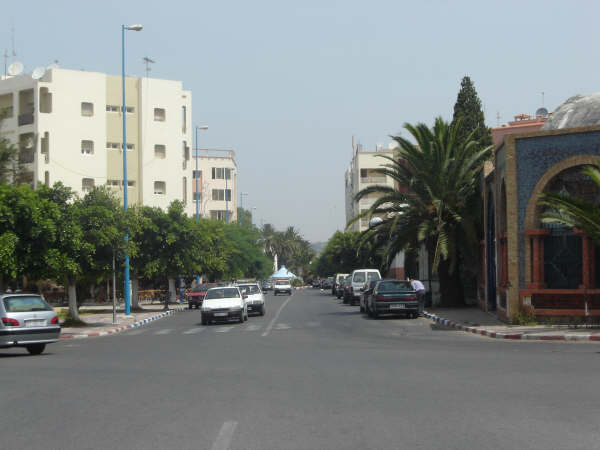
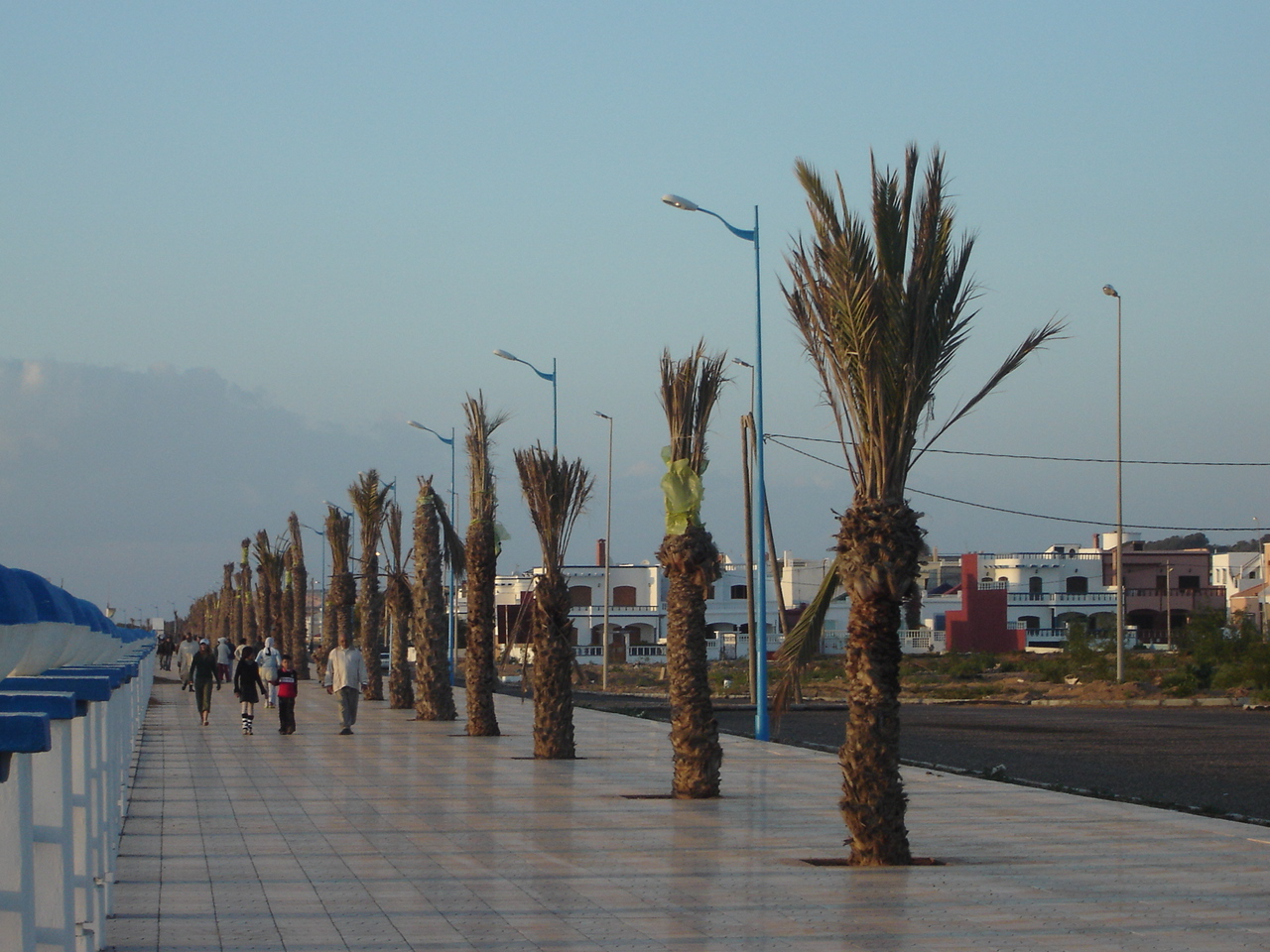
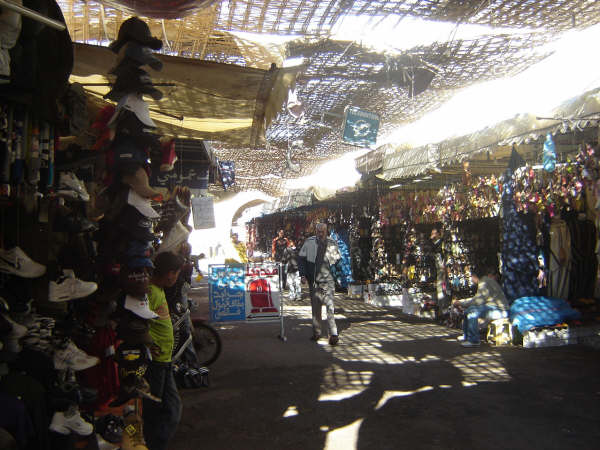